# Museo Arqueológico de Rodas
El Museo Arqueológico de Rodas, ubicado en Rodas, una de las islas del archipiélago del Dodecaneso, es uno de los museos de Grecia.

## Historia del museo
El museo se encuentra en el edificio de época medieval de la Orden de Caballeros Hospitalarios que se construyó en el siglo XV.
En 1914, durante el periodo de ocupación italiana de la isla, se organizó la primera exposición del museo arqueológico. El edificio del museo sufrió bombardeos durante la Segunda Guerra Mundial y tuvo que ser rehabilitado después de la guerra.

## Colecciones
Este museo contiene una colección de objetos procedentes de las excavaciones de la isla que permiten exponer toda su historia, así como de algunas otras islas del Dodecaneso como Kárpatos y Nísiros. 
Con respecto a las obras escultóricas, destacan dos kuros y un perirranterio de Cámiros de la época arcaica. Del periodo clásico, las obras más destacadas son una estela funeraria del siglo V a. C. —de Crito y su madre, Timarista— procedente también de Cámiros y otra, denominada estela de Caliarista, del siglo IV a. C. Del periodo helenístico sobresalen dos estatuas de Afrodita —una de ellas, de dimensiones pequeñas, es una reelaboración hecha en el siglo I a. C. de una tipología original de Doidalsas que representa a la diosa agachada, bañándose— y una cabeza de Helios. De la época romana destaca un retrato de Menandro.
Otra parte del museo alberga los hallazgos procedentes de las necrópolis de las antiguas Cámiros y Yáliso y que consisten en recipientes de cerámica, figurillas y otros objetos pequeños de periodos comprendidos entre los siglos IX y IV a. C. Una de las jarras más singulares, de finales del siglo VI a. C., contiene la representación de una escena erótica durante la celebración de un banquete.
Entre los objetos más singulares también se encuentran tres lupas de cristal de roca que han sido fechadas en torno a los siglos VII-VI a. C., halladas en Yáliso, que podrían haberse usado para trabajos de orfebrería o grabado de sellos.
Otra sección del museo alberga algunos objetos de la civilización micénica y un tesoro de monedas de Rodas del periodo helenístico. Por otra parte, se exhiben también objetos pertenecientes a la medieval Orden de Caballeros Hospitalarios.
En el patio hay un león con una cabeza de toro a sus pies del periodo helenístico así como suelos de mosaico procedentes de Arkasa, en la isla de Kárpatos.

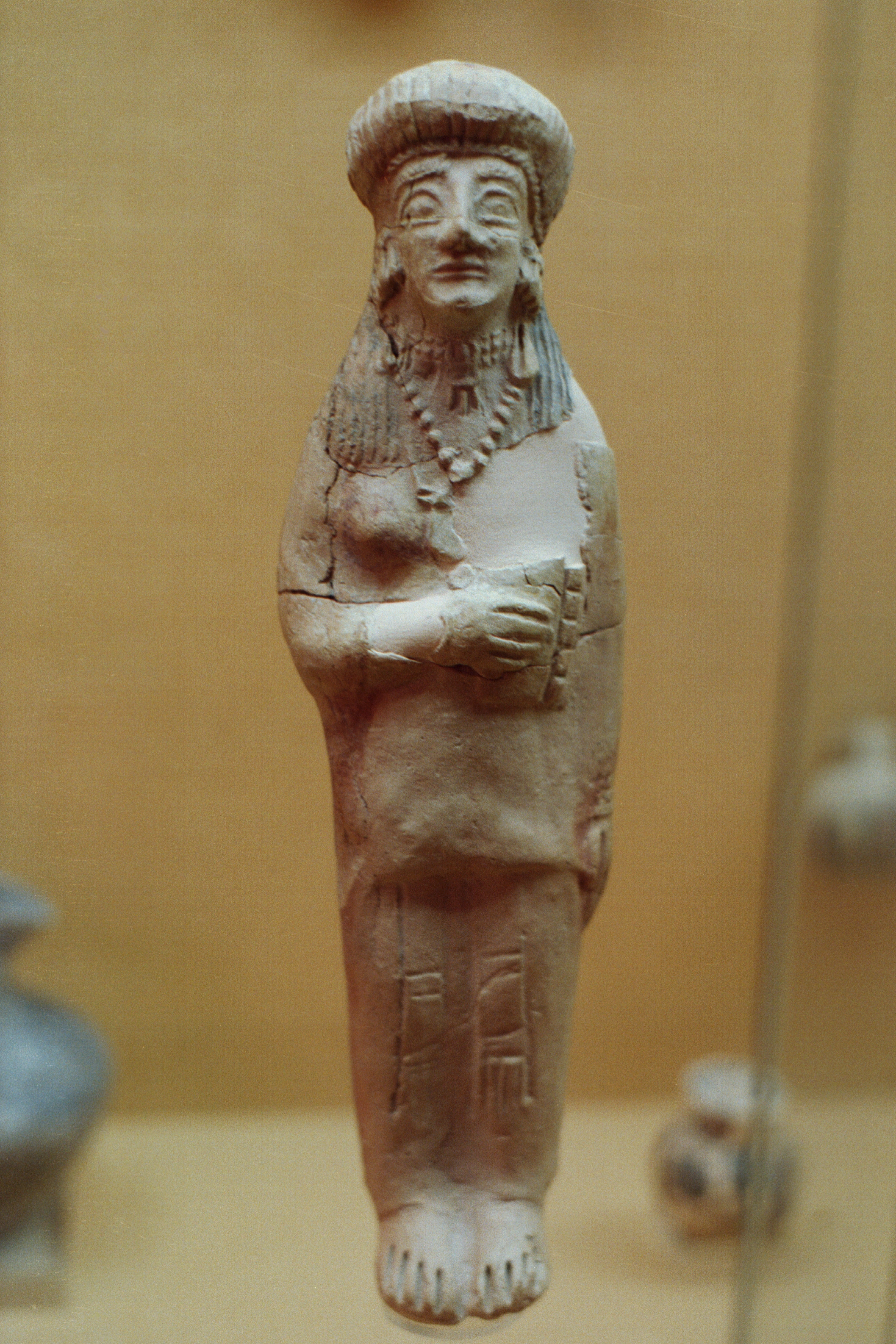
Figurilla femenina de terracota de la época arcaica de una tipología tal vez procedente de Chipre o de Asia Menor.
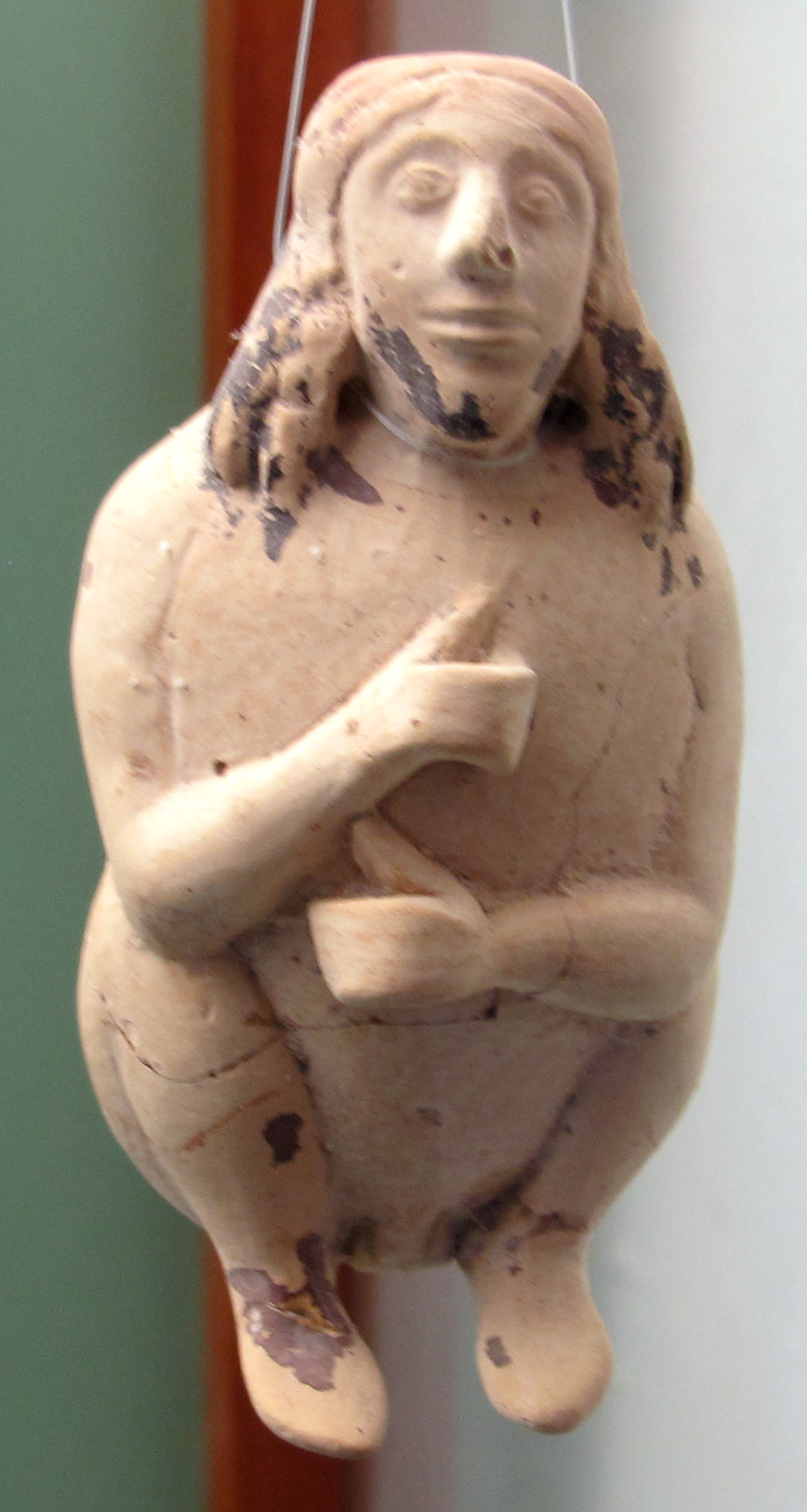
Vaso en forma de Sileno 600-575 a. C.
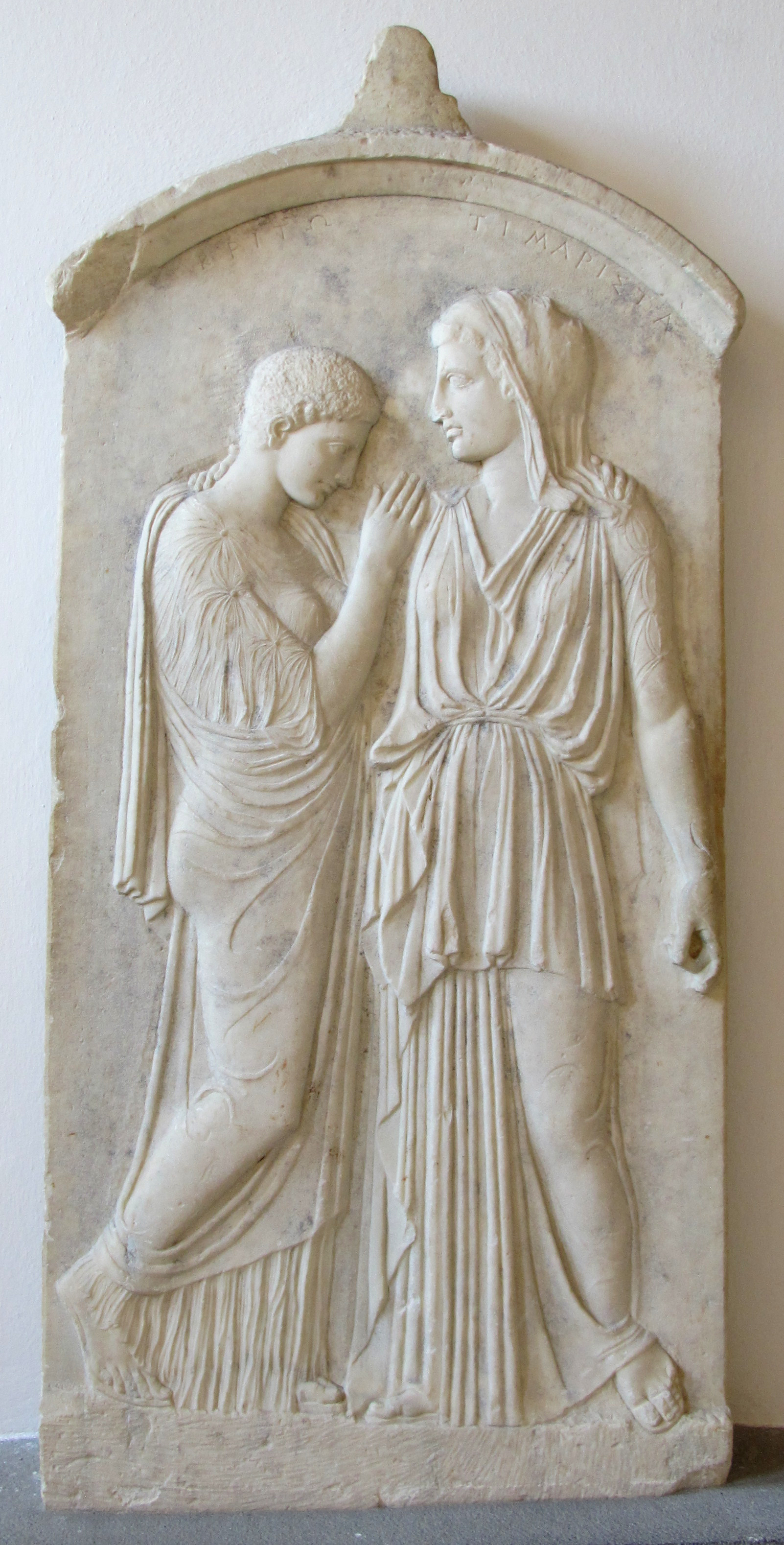
Estela funeraria de Crito y Timarista.
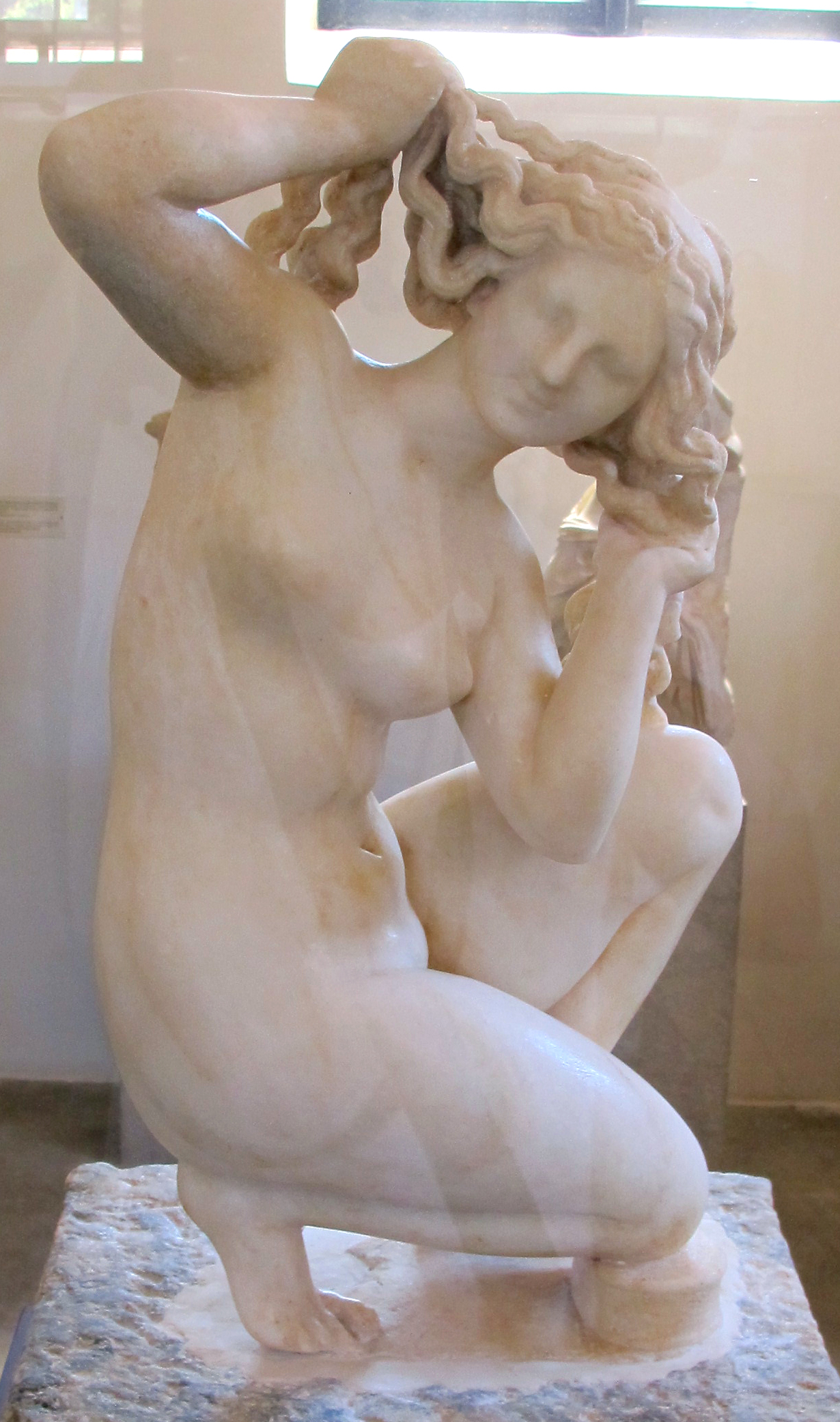
Estatua de Afrodita bañándose.
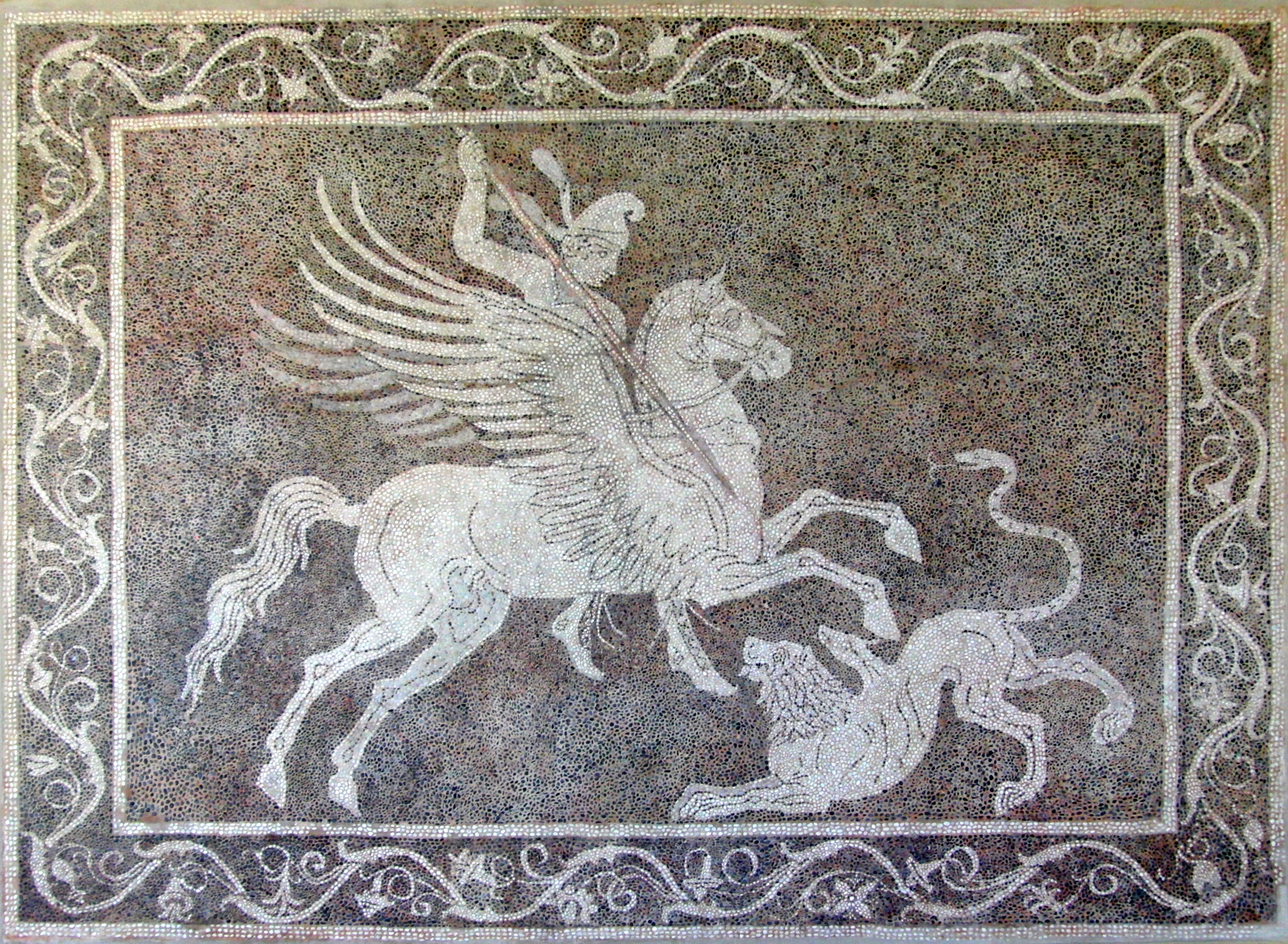
Mosaico donde se representa la lucha entre Belerofonte y la Quimera.